# Конінгем Тауншип (округ Лузерн, Пенсільванія)
Конінгем Тауншип (англ. Conyngham Township) — селище (англ. township) в США, в окрузі Лузерн штату Пенсільванія. Населення — 1312 особи (2020).

## Демографія
Згідно з переписом 2010 року, у селищі мешкали 1453 особи в 629 домогосподарствах у складі 406 родин. Було 765 помешкань
Расовий склад населення:
| - 95,8 % — білих - 0,8 % — азіатів - 0,5 % — чорних або афроамериканців - 0,3 % — корінних американців - 0,2 % — вихідців з тихоокеанських островів - 1,0 % — осіб інших рас |

До двох чи більше рас належало 1,4 %. Частка іспаномовних становила 1,9 % від усіх жителів.
За віковим діапазоном населення розподілялося таким чином: 18,8 % — особи молодші 18 років, 63,0 % — особи у віці 18—64 років, 18,2 % — особи у віці 65 років та старші. Медіана віку мешканця становила 42,8 року. На 100 осіб жіночої статі у селищі припадало 96,9 чоловіків;  на 100 жінок у віці від 18 років та старших — 97,3 чоловіків також старших 18 років.
Середній дохід на одне домашнє господарство  становив 51 663 долари США (медіана — 42 348), а середній дохід на одну сім'ю — 66 568 доларів (медіана — 61 016). Медіана доходів становила 45 208 доларів для чоловіків та 27 750 доларів для жінок. За межею бідності перебувало 13,5 % осіб, у тому числі 36,9 % дітей у віці до 18 років та 4,7 % осіб у віці 65 років та старших.
Цивільне працевлаштоване населення становило 580 осіб. Основні галузі зайнятості: виробництво — 17,2 %, освіта, охорона здоров'я та соціальна допомога — 16,9 %, роздрібна торгівля — 12,8 %, будівництво — 11,4 %.